# 21e régiment bavarois d'infanterie
Pour les articles homonymes, voir 21e régiment.
Le 21e régiment (bavarois) d'infanterie était un régiment de la Reichswehr.

## Histoire
Le régiment est formé le 1er janvier 1921 à partir des régiments d'infanterie de la Reichswehr 45, 46 et 47 de l'armée de transition. Le 29 mai 1922, le régiment reçoit la désignation "Bavarois" en plus de son nom.
Lors du putsch de la Brasserie, le régiment se rallie à la direction de la Reichswehr à Berlin.
Au cours de l'expansion de la Reichswehr, le régiment est divisé en 1934 dans la première vague de mobilisation et forme le régiment d'infanterie de Nuremberg et le régiment d'infanterie de Bayreuth.

## Garnisons
- Nuremberg : quartier général du régiment, 2e bataillon avec état-major
- Wurtzbourg : 1er bataillon avec état-major
- Bayreuth : 3e bataillon avec état-major
- Erlangen : bataillon d'entraînement
- Fürth : 13e compagnie MW

## Commandants
| N° | Nom                                   | Début             | Fin               |
| -- | ------------------------------------- | ----------------- | ----------------- |
| 1  | Oberst Leonhard Haussel               | 1er janvier 1921  | 30 novembre 1922  |
| 2. | Oberst Albert von Beckh (de)          | 1er décembre 1922 | 31 juillet 1925   |
| 3. | Oberst Otto von Saur                  | 1er novembre 1925 | 31 janvier 1927   |
| 4. | Oberst/Generalmajor Nikolaus Schemmel | 1er février 1927  | 31 janvier 1929   |
| 5. | Oberst Friedrich Dümleim              | 1er février 1929  | 31 octobre 1930   |
| 6. | Oberst Wilhelm von Reitzenstein       | 1er novembre 1930 | 31 octobre 1932   |
| 7. | Oberst Paul Otto (de)                 | 1er novembre 1932 | 31 mars 1934      |
| 8. | Oberst Karl Weisenberger              | 1er avril 1934    | 14 septembre 1935 |

## Organisation

### Affiliation
Le régiment est subordonné au commandant d'infanterie VII de la 7e division (bavaroise) à Munich.

### Contour
En plus de l'état-major du régiment, le régiment se compose d'un escadron des transmissions
1er bataillon avec quartier général et escadron de communication, issu du régiment d'infanterie de la Reichswehr 45,
2e bataillon avec quartier général et escadron de communications, issu du régiment d'infanterie de la Reichswehr 47,
3e bataillon avec quartier général et escadron de communications, issu du régiment d'infanterie de la Reichswehr 46,
Bataillon supplémentaire, à partir du 23 mars 1921 bataillon d'entraînement, issu du régiment d'infanterie de la Reichswehr 47.
Chaque bataillon de campagne est divisé en trois compagnies, chacune avec trois officiers et 161 sous-officiers et hommes de troupe (3/161) et une compagnie de mitrailleuses (4/126). Au total, un bataillon est composé de 18 officiers et fonctionnaires (dont des médecins) et de 658 hommes.

## Armement et équipement
Les tireurs sont armés de la carabine K98a. Chaque peloton a une mitrailleuse légère Maxim 08/15.
Dans les compagnies MG, le 1er peloton est composé de trois groupes avec trois mitrailleuses lourdes MG 08 sur affût, tirées par quatre chevaux, les 2e à 4e pelotons sont composés de trois groupes avec trois mitrailleuses lourdes MG 08 sur affût, tirées par deux chevaux.
Les armes les plus lourdes du régiment sont les mortiers de la 13e compagnie. Le 1er peloton est équipé de deux lanceurs moyens de 17 cm, tirés par quatre chevaux, les 2e et 3e pelotons de trois lanceurs légers de 7,6 cm, tirés par deux chevaux.

## Tradition
L'unité se distingue par le fait que ses compagnies conservent les traditions d'anciens régiments :
- 1re et 4e compagnie : 9e régiment d'infanterie royal bavarois « Wrede »
- 2e compagnie : 18e régiment d'infanterie royal bavarois « prince Louis-Ferdinand »
- 3e compagnie : 4e régiment d'infanterie royal bavarois « roi Guillaume de Wurtemberg »
- 5e et 8e compagnie : 14e régiment d'infanterie royal bavarois « Hartmann »
- 6e compagnie : 21e régiment d'infanterie royal bavarois « grand-duc Frédéric-François IV de Mecklembourg-Schwerin »
- 7e compagnie : 17e régiment d'infanterie royal bavarois « Orff »
- 9e et 12e compagnie : 7e régiment d'infanterie royal bavarois « prince Léopold »
- 10e compagnie : 5e régiment d'infanterie royal bavarois « grand-duc Ernest-Louis de Hesse »
- 11e compagnie : 8e régiment d'infanterie royal bavarois « grand-duc Frédéric II de Bade »
- Bataillon d'entraînement : 19e régiment d'infanterie royal bavarois « roi Victor-Emmanuel III d'Italie »